# Carleton Young
Carleton Scott Young (* 21. Oktober 1905 in New York City; † 7. November 1994 in Burbank, Kalifornien) war ein US-amerikanischer Schauspieler.

## Leben und Karriere
Carleton Young begann seine Schauspielkarriere beim Theater, ab 1932 trat er mehrfach am Broadway auf. In seinen frühen Filmen von Mitte der 1930er- bis Mitte der 1940er-Jahre war Young überwiegend auf Nebenrollen in unbedeutenden Produktionen beschränkt. Die Chance zu einem etwas größeren Auftritt hatte er in der 1936 gefilmten Billigproduktion Reefer Madness, die auf eine lächerliche Weise vor den Gefahren des Drogenkonsums warnte und heute vor allem durch ihre unfreiwillige Komik bekannt ist. Ansonsten erhielt Young nur etwas größere Aufgaben, wenn es sich um Filmserials (u. a. 1937 als Bruder der Titelfigur in dem Serial Dick Tracy) oder B-Western (mehrere Filme mit Al St. John als Cowboy Fuzzy) handelte.
1941 kehrte Young für kurze Zeit an den Broadway zurück, um in dem Stück Cuckoos On the Hearth von Parker Fennelly mitzuwirken. Bald darauf diente er im Rahmen des Zweiten Weltkriegs für mehrere Jahre bei den United States Army Air Corps und erreichte den Rang eines Captains. In der Nachkriegszeit spielte er wieder Theater und übernahm mit seiner markanten tiefen Stimme auch einige Radiorollen, darunter in der Krimireihe The Whisperer. Ab dem Jahr 1950 stand Young auch wieder verstärkt für Kinofilme vor der Kamera und fand dieses Mal verstärkt den Eingang in hochkarätige Filmproduktionen, wenngleich nur als Nebendarsteller.
In der Nachkriegszeit wurde Young besonders häufig auf Autoritätsfiguren besetzt, dabei sehr oft Militäroffiziere. Er taucht in einigen Filmen aus dem Spätwerk des Regisseurs John Ford auf; unter anderem spricht Young in Fords Filmklassiker Der Mann, der Liberty Valance erschoß von 1962 in der Rolle eines Zeitungsredakteurs einen der berühmtesten Sätze aus der Western-Filmgeschichte: „When the legend becomes fact, print the legend!“. In der deutschen Synchronfassung ist dieser Satz mit „Unsere Legenden wollen wir bewahren. Sie sind für uns wahr geworden.“ recht frei übersetzt. Insgesamt absolvierte der Charakterdarsteller bis zum Jahr 1973 Auftritte in mehr als 250 Film- und Fernsehproduktionen. Zuletzt hatte er in Gastauftritten in den Serien Barnaby Jones und Der Magier beide Male einen Geistlichen gespielt.
Carleton Young starb im November 1994 im Alter von 89 Jahren. Er war von 1945 bis zu seinem Tod mit der Burlesque-Tänzerin Noel Toy verheiratet, die wegen ihrer chinesischen Wurzeln und ihren Shows den Spitznamen „the Chinese Sally Rand“ trug. Er ist nicht zu verwechseln mit dem etwa gleichaltrigen Schauspieler Carleton G. Young (1907–1971), der unter anderem in Das Herz einer Mutter und Flitterwochen zu dritt auftrat. Sogar der All Movie Guide verwechselte die beiden Schauspieler miteinander.

## Filmografie (Auswahl)
- 1935: The Fighting Marines
- 1937: Dick Tracy
- 1938: Reefer Madness
- 1939: Der unheimliche Rächer (Flaming Lead)
- 1939: Zorros Legion reitet wieder (Zorro’s Fighting Legion)
- 1940: Fuzzy außer Rand und Band (Billy the Kid’s Gun Justice)
- 1941: Fuzzy bricht den Terror (Billy the Kid’s Range War)
- 1941: Buck Privates
- 1941: Adventures of Captain Marvel
- 1941: Fuzzy bricht den Terror (Billy the Kid’s Fighting Pals)
- 1941: Flucht nach Texas (Texas)
- 1941: Fallschirmakrobaten (Keep ’Em Flying)
- 1942: Tal des Todes (Valley of the Sun)
- 1942: Spy Smasher
- 1945: Thunderhead – der vierbeinige Teufel (Thunderhead, Son of Flicka)
- 1950: Der Held von Mindanao (American Guerrilla in the Philippines)
- 1951: Unternehmen Seeadler (Operation Pacific)
- 1951: Die Hölle der roten Berge (Red Mountain)
- 1951: Der Rächer (Best of the Badmen)
- 1951: Stählerne Schwingen (Flying Leathernecks)
- 1951: People Will Talk
- 1951: Die Spur führt zum Hafen (The Mob)
- 1951: Der Tag, an dem die Erde stillstand (The Day the Earth Stood Still)
- 1951: Rommel, der Wüstenfuchs (The Desert Fox: The Story of Rommel)
- 1951: Die Piratenkönigin (Anne of the Indies)
- 1952: Tommy macht das Rennen (Boots Malone)
- 1952: Die Maske runter (Deadline – U.S.A.)
- 1952: Kurier nach Triest (Diplomatic Courier)
- 1952: Der Brigant (The Brigand)
- 1952: Der Löwe von Arizona (Toughest Man in Arizona)
- 1952: Schlachtzone Pazifik (Battle Zone)
- 1952: Der vierte Mann (Kansas City Confidential)
- 1952: Die Stahlfalle (The Steel Trap)
- 1952: Feuertaufe Invasion (Thunderbirds)
- 1952: Teufelskerle des Ozeans (Torpedo Alley)
- 1953: Dürstende Lippen (Last of the Comanches)
- 1953: Der Cowboy von San Antone (San Antone)
- 1953: Salome
- 1953: Der Mann im Dunkel (Man in the Dark)
- 1953: Bomba – Rache im Dschungel (Safari Drums)
- 1953: Unschuldig gejagt (No Escape)
- 1953: Verdammt in alle Ewigkeit (From Here to Eternity)
- 1954: Die Glenn Miller Story (The Glenn Miller Story)
- 1954: Terror in Block 11 (Riot in Cell Block 11)
- 1954: Der Rächer von Montana (Bitter Creek)
- 1954: Prinz Eisenherz (Prince Valiant)
- 1954: Pfeile in der Dämmerung (Arrow In the Dust)
- 1954: 20.000 Meilen unter dem Meer (20,000 Leagues Under the Sea)
- 1954: Heißes Pflaster (Rogue Cop)
- 1954: Die Welt gehört der Frau (Woman’s World)
- 1954: Schwarzer Freitag (Black Tuesday, Stimme)
- 1955: Urlaub bis zum Wecken (Battle Cry)
- 1955: Der Favorit (The Racers)
- 1955: Sieben Reiter der Rache (Seven Angry Men)
- 1955: Daddy Langbein (Daddy Long Legs)
- 1955: Maler und Mädchen (Artists and Models)
- 1955: Verdammt zum Schweigen (The Court-Martial of Billy Mitchell)
- 1955–1958: Wyatt Earp greift ein (The Life and Legend of Wyatt Earp, Fernsehserie, 6 Folgen)
- 1956: Gefangene des Stroms (The Bottom of the Bottle)
- 1956: Die Bestie (While the City Sleeps)
- 1956: Skrupellos (Great Day in the Morning)
- 1956: Jenseits allen Zweifels (Beyond a Reasonable Doubt)
- 1956: Flug nach Hongkong (Flight to Hong Kong)
- 1956: Mord in den Wolken (Julie)
- 1956: Die unsichtbare Front (Three Brave Men)
- 1957: Der Engel mit den blutigen Flügeln (Battle Hymn)
- 1957: Rächer der Enterbten (The True Story of Jesse James)
- 1957: Lindbergh – Mein Flug über den Ozean (The Spirit of St. Louis)
- 1957: Hölle der 1000 Martern (Run of the Arrow)
- 1957: Düsenjäger (Jet Pilot)
- 1958: In brutalen Händen (Cry Terror!)
- 1958: Perry Mason (Fernsehserie, Folge 1x34)
- 1958: Das letzte Hurra (The Last Hurrah)
- 1958: Urlaubsschein nach Paris (Vacances à Paris)
- 1959: Mutter ist die Allerbeste (The Donna Reed Show, Fernsehserie, Folge 1x24)
- 1959: Der letzte Befehl (Misión de audaces)
- 1959: Der unsichtbare Dritte (North by Northwest)
- 1959: Eine tolle Nummer (It Started with a Kiss)
- 1960: Unrasiert und fern der Heimat (Wake Me When It’s Over)
- 1960: Bronco (Fernsehserie, Folge 2x16)
- 1960: Der schwarze Sergeant (Sergeant Rutledge)
- 1960: Der Admiral (The Gallant Hours)
- 1960: Spartacus
- 1960, 1961: Outlaws (Fernsehserie, 2 Folgen)
- 1961: Die große Attraktion (The Big Show)
- 1961: Panzer nach vorn (Armored Command)
- 1961, 1963: Die Unbestechlichen (The Untouchables, Fernsehserie, 2 Folgen)
- 1962: Twilight Zone (The Twilight Zone, Fernsehserie, Folge 3x24)
- 1962: Der Mann, der Liberty Valance erschoß (The Man Who Shot Liberty Valance)
- 1962: Das war der Wilde Westen (How the West Was Won)
- 1963: Die Leute von der Shiloh Ranch (The Virginian, Fernsehserie, Folge 2x01)
- 1964: Der Tiger ist los (A Tiger Walks)
- 1964: Cheyenne (Cheyenne Autumn)
- 1964–1970: Meine drei Söhne (My Three Sons, Fernsehserie, 5 Folgen)
- 1967–1970: Lieber Onkel Bill (Family Affair, Fernsehserie, 3 Folgen)
- 1973: Die Straßen von San Francisco (The Streets of San Francisco, Fernsehserie, Folge 1x15)
- 1973: Barnaby Jones (Fernsehserie, Folge 2x06)
- 1973: Der Magier (The Magician, Fernsehserie, Folge 1x03)